# 紙中礼子
紙中 礼子（かみなか れいこ、1958年 - ）は、日本の作詞家。日本音楽著作権協会正会員、日本作詩家協会監事

## 来歴
大阪府大阪市出身。大阪府立天王寺高等学校を経て、大阪薬科大学を卒業する。
学生時代はシンガーソングライター志望であった（ピアノやハモンドオルガンなどの楽器経験もある）。
薬剤師資格を取得して病院や薬局などに勤めながら作詞家を目指した。1992年より約4年間広島に在住していたときには地元のタウン誌やPR誌などのライターをしていた。そこで取材した広島新生学園の歴史に感銘を受け、戦災孤児の救済、教育に尽力した学園を題材にしたノンフィクション『翔べ! 太陽の子供たち』
を1997年に上梓した。
作詞家としては長い下積みの末、2005年に三船和子「半分貸します」、2007年に五木ひろし「せめて一日戻れたら」が、いずれも公募で選ばれ作品化される。それをきっかけにコンスタントに作品を発表するようになる。
2009年、「名前の無い恋」が第42回日本作詩大賞の入賞作品となる。

## 主な作詞作品
- 逢川まさき「しあわせの借り」
- 青山ひろし「さよならの絆」
- 秋元順子「ティアモ～風が吹いて～」「LOVE ～永遠の記憶～」「紅いブルース」「ひとりごと」「北の防人」
- 朝風心愛「紙の月」「永遠の虹」
- 亜留辺「あなたがいたから」
- 稲葉永子「富士山～愛を抱きしめて～」
- 井上実香「世界一美しい嘘」
- 五木ひろし「せめて一日戻れたら」
- 川奈ルミ「今を止めないで」
- 北川大介「北のひだまり」
- 北川大介＆竹川美子「星空の下で」
- 北原ミレイ「ドルフィンホテル」
- 桐山純一「さすらい一献」
- 黒木悠香子「リフレイン～愛の記憶～」
- 沢井あきら「わがままな傷跡」「愛した分だけ憎めたら」
- 清水節子「女の砂時計」「夕焼けのブルース」
- 清水聖史「酒綴り」「言わんといて」
- しのぶ（音羽しのぶ）「名前の無い恋」
- すぎもとまさと「五月の空へ」
- 関里子「願い～桜燃える時～」「La　Vie　ラヴィ～今だから～」
- 竹川美子「白い朝」
- 竹村こずえ「あんたが命やった」
- 多田周子「AKARI」「愛の鐘」
- なおみあき「愛の砦」
- 永井みゆき「だんじりの女房」
- なかのあけみ「心の時計」
- 中村美律子「鬼の背中」「笑い神」「明日の風」
- 長山洋子「逢いたくて」
- 新沼謙治「おふくろの郵便受け」
- 西つよし「詫びるように…ブルース」
- パク・ジュニョン「昼も夜も真夜中も」「愛が壊れた日」
- 走裕介「騎士(ナイト)」「満天の星」
- 林健二「通天閣の三度笠」
- 半田浩二「ほんまもんやから」「うれし涙」
- 古川能子「さよならをおしえて」「燕　つばめ」「黄昏の丘」
- 平成琴姫「琴姫ワッショイ音頭！」
- 真木はるか「夕だまりの街」
- 増位山太志郎「ほんの小さな過去だから」
- 松原のぶえ＆花岡優平「最終便に遅れても…」「しあわせの旅路」
- 三川ゆり「お疲れサンバ」「黄昏のルフラン」
- 水森かおり「花の鎌倉」「荒川線」「風のガーデン」「宛先のない恋文」
- 三田明「美しい時代をもう一度」
- 三船和子「半分貸します」
- みやさと奏「約束します」「カモメさん」
- 森昌子「最後の乾杯」「港の月」「あなたの愛に包まれながら」※森昌子のラストシングル
- 森昌子＆円広志「好きかもしれない～大阪物語～」
- 山内惠介「男って奴は」
- 山川豊「優しい女に会いたい夜は」
- ゆあさみちる 「私の花[8]」「愛しいひと」
- ルミナス「大いなる愛」「夜明けのアダージョ」「祈り～威風堂々」「メッセージ～光に抱かれて」「Wish~愛の種」「いつからでも　どこからでも」「黎明」
- 令和琴姫「涙の革命」

## 著作
- 『翔べ!太陽の子供たち』鳥影社、1997年出版　この書籍を参考資料に「被爆地にたつ孤児収容所～2千人の父、上栗頼登～」が放送される[2021年8月6日　テレビ新広島(TSS )][9]